# Placówka Straży Celnej „Włoszakowice”

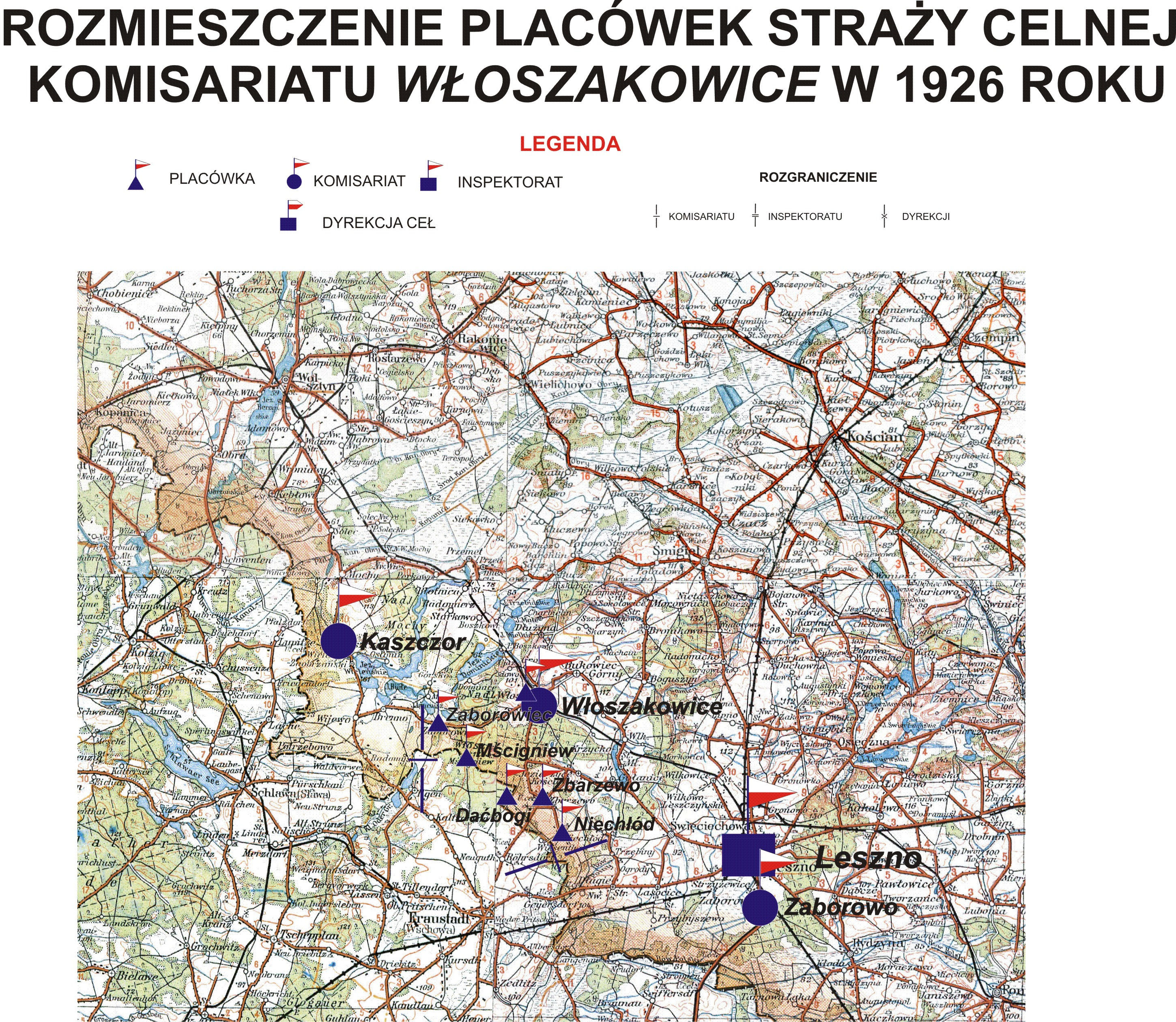
Rozmieszczenie placówek Straży Celnej Komisariatu Włoszczakowice

Placówka Straży Celnej „Włoszakowice” – jednostka organizacyjna Straży Celnej pełniąca w okresie międzywojennym służbę ochronną na granicy polsko-niemieckiej.

## Formowanie i zmiany organizacyjne
Na wniosek Ministerstwa Skarbu, uchwałą z 10 marca 1920 roku, powołano do życia Straż Celną. Od połowy 1921 roku jednostki Straży Celnej rozpoczęły przejmowanie odcinków granicy od pododdziałów Batalionów Celnych. W 1921 roku we Włoszakowicach stacjonował sztab 3 kompanii 17 batalionu celnego. Proces tworzenia Straży Celnej trwał do końca 1922 roku. Placówka Straży Celnej „Włoszakowice” weszła w podporządkowanie komisariatu Straży Celnej „Włoszakowice” z Inspektoratu SC „Leszno”.
W drugiej połowie 1927 roku przystąpiono do gruntownej reorganizacji Straży Celnej. W praktyce skutkowało to rozwiązaniem tej formacji granicznej. Ochronę północnej, zachodniej i południowej granicy państwa przejęła powołana z dniem 2 kwietnia 1928 roku Straż Graniczna.
Rozkazem nr 3 z 25 kwietnia 1928 roku w sprawie organizacji Wielkopolskiego Inspektoratu Okręgowego dowódca Straży Granicznej gen. bryg. Stefan Pasławski powołał komisariatu SG „Leszno”. Placówka Straży Granicznej II linii „Włoszakowice” znalazła się w jego strukturze.

## Funkcjonariusze placówki
Kierownicy placówki
| stopień    | imię i nazwisko, numer | okres pełnienia służby | kolejne stanowisko |
| ---------- | ---------------------- | ---------------------- | ------------------ |
| przodownik | Jan Grobelny (1074)    | był w 1926             |                    |

Obsada personalna placówki w 1926:
- przodownik Jan Grobelny (1074)
- strażnik Jan Kempa (338)
- strażnik Walenty Matyaszczyk (2856)
- strażnik Józef Kowalczyk (1531)
- strażnik Ludwik Dembczyński (1125)
- strażnik Franciszek Połomski (2041)
- strażnik Andrzej Polanowski (1259)
- strażnik Stanisław Wozicki (2785)
- strażnik Jan Fulczyk (1100)